# Jairo Arboleda
Jairo Arboleda   (Tuluá, 20 de setembre de 1947) fou un futbolista colombià de la dècada de 1970.
Fou 7 cops internacional amb la selecció de Colòmbia. Pel que fa a clubs, defensà els colors de Deportivo Cali I Deportivo Pereira.